# Eusebi de Murano

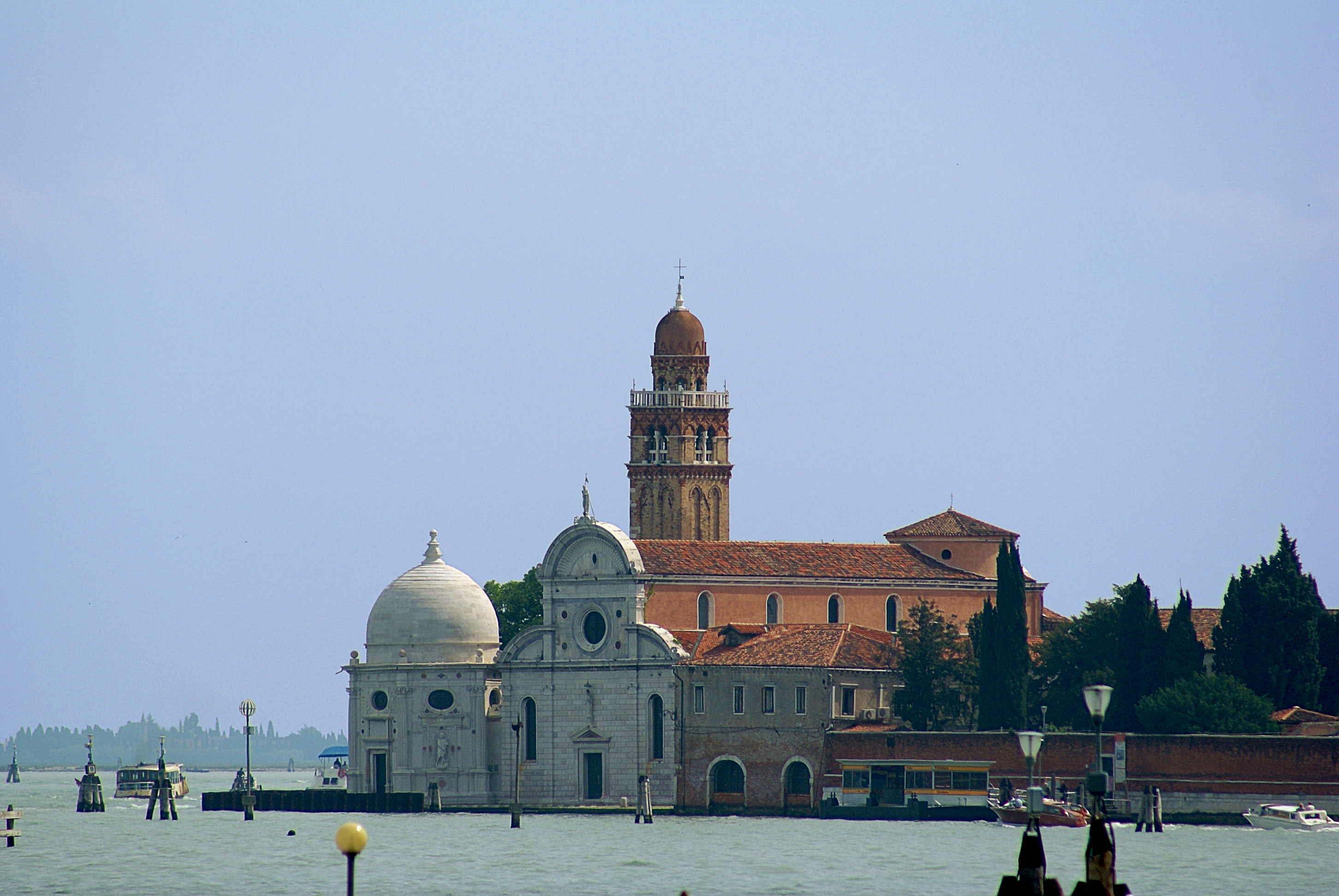
San Michele in Isola (Murano, Venècia), antic monestir dels camaldulesos i lloc d'enterrament del beat

Eusebi de Murano o Eusebio Osorno (Espanya, segle xv - Venècia, 10 de febrer de 1502) fou un noble espanyol, diplomàtic i ambaixador espanyol a Venècia, on es va fer monjo camaldulès. És venerat com a beat per l'Església catòlica.

## Biografia
Noble espanyol, era ambaixador de Ferran el Catòlic a la República de Venècia vers el 1479. Com que vivia a Venècia visitada sovint el monestir camaldulès de San Michele in Isola, a Murano, on, finalment, ingressà en 1485 i va vestir el seu hàbit, malgrat que el rei i els nobles venecians l'instaren que reconsiderés la seva decisió.
Visqué la resta de la seva vida com a monjo i va morir al monestir el 1502, en llaor de santedat.

## Veneració
A la seva tomba, a l'església del monestir i sota l'orgue, la inscripció llatina fou escrita per Aldo Manuzio, de qui havia estat amic i company al seu cercle humanista, en 1502. Diu:
| « | Lector, parumper siste; rem miram leges: hic Eusebii, Hispanici monaci, corpus situm est. | » |

"Lector, atura't un poc; llegeix quelcom admirable: aquí d'Eusebi, monjo hispànic, hi ha el cos."
Fou beatificat, i la seva festivitat és el 10 de febrer.